# Ujong Lamie
Ujong Lamie is een bestuurslaag in het regentschap Nagan Raya van de provincie Atjeh, Indonesië. Ujong Lamie telt 1160 inwoners (volkstelling 2010).